# Bowal
Le terme bowal (un bowal / des bowé) est d'origine peul de la Guinée. Il est donné à des formes issues des cuirasses latéritiques, une fois ces dernières dégagées par l'érosion. Nous devons une des premières utilisations et explications de ce terme au géographe Jacques Richard-Molard en 1944 à propos d'une description du Fouta-Djalon en Guinée. Depuis, le terme a été repris par diverses encyclopédies, et est entré en français dans le vocabulaire de la géomorphologie et en langue allemande dans celui de la biogéographie.

## Description
Après J. Richard-Molard qui parle du « désespérant bowal », Pierre Gourou décrit les bowé comme « des étendues stériles et sinistres », faiblement végétalisées. C'est Jean Tricart qui le premier donne une première description géomorphologique détaillée des bowé. Ces reliefs tabulaires peuvent être qualifiés de reliefs d'inversion. Ils présentent des corniches marquées par la présence d'abris-sous-roche et un recul visible. Leur surface qui présente des fissures élargies par les racines des végétaux réagit comme un karst. Jean Alexandre a depuis précisé description et explication.

## Distribution

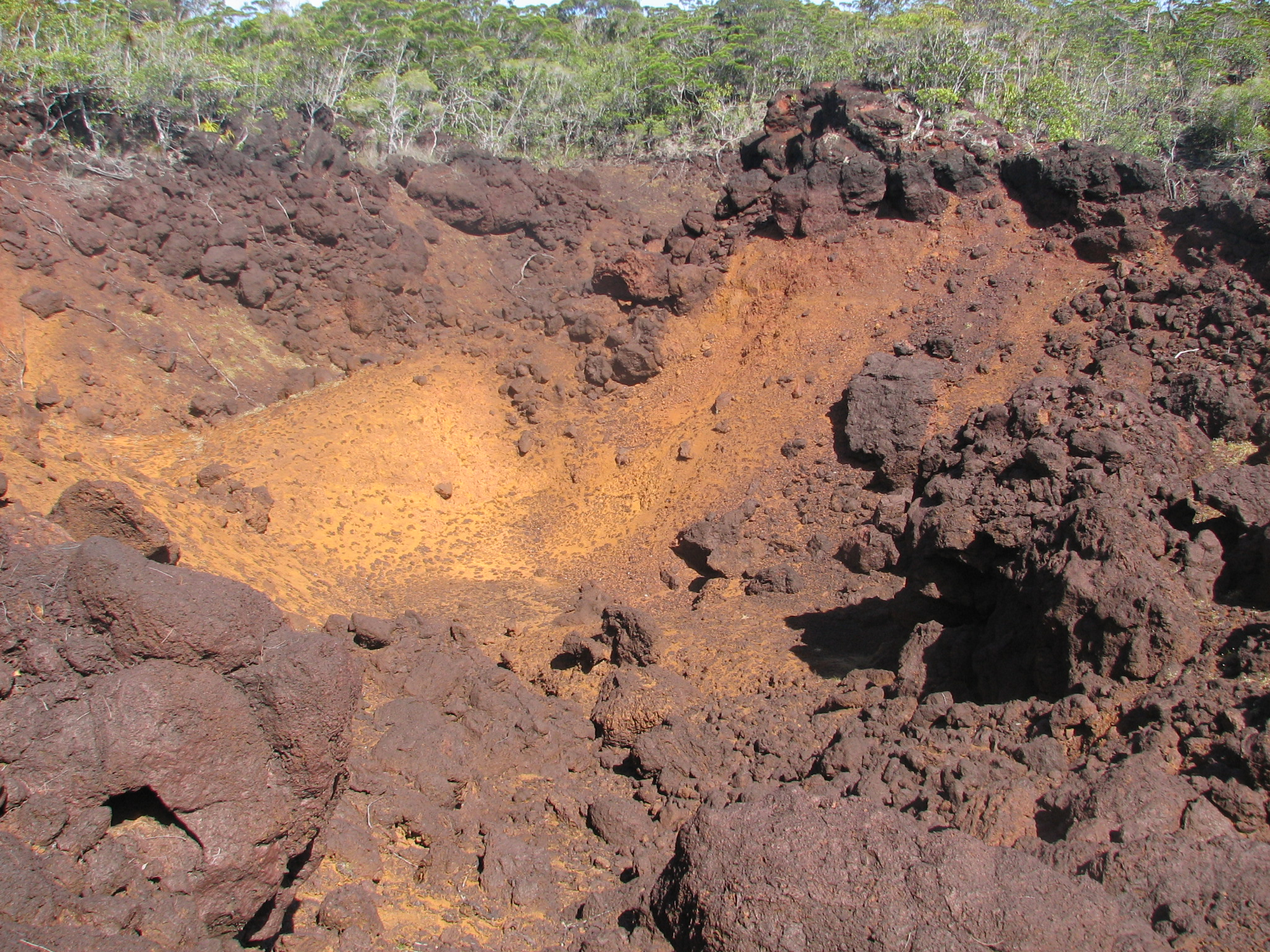
Bowal dans le sud de la Nouvelle-Calédonie

On observe des bowé non seulement en Afrique de l'Ouest où ils sont remarquablement représentés mais aussi dans toutes les autres régions tropicales du Globe, notamment au Brésil et en Inde.